# Lombkoronasétány (Makó)
A makói lombkoronasétány egy, a Maros jobb partján található látványosság. Magyarország második ilyen létesítményeként az ártéri környezet és élővilág bemutatására szolgál.

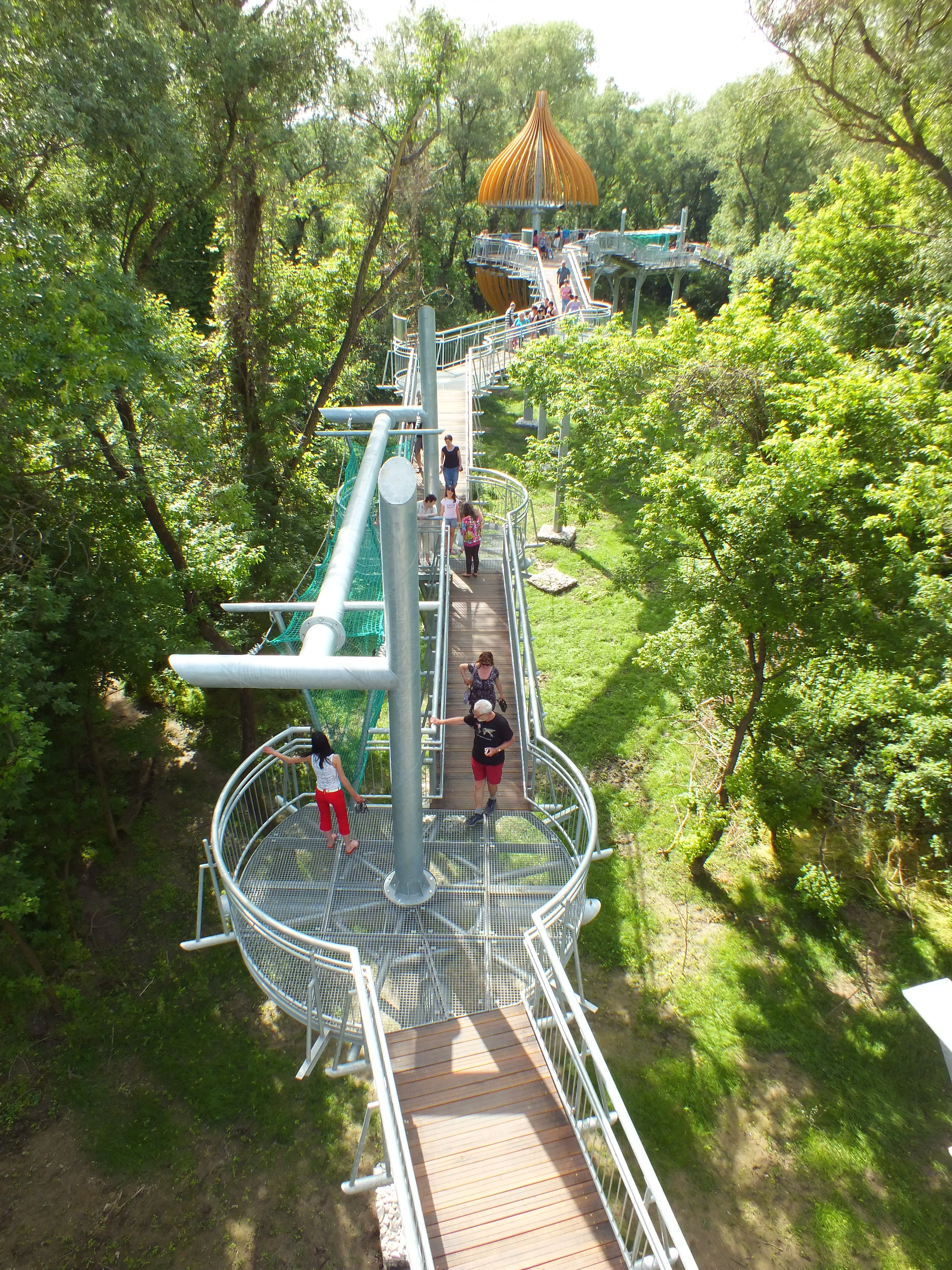
A lombkoronasétány Makón, a Maros-parton.

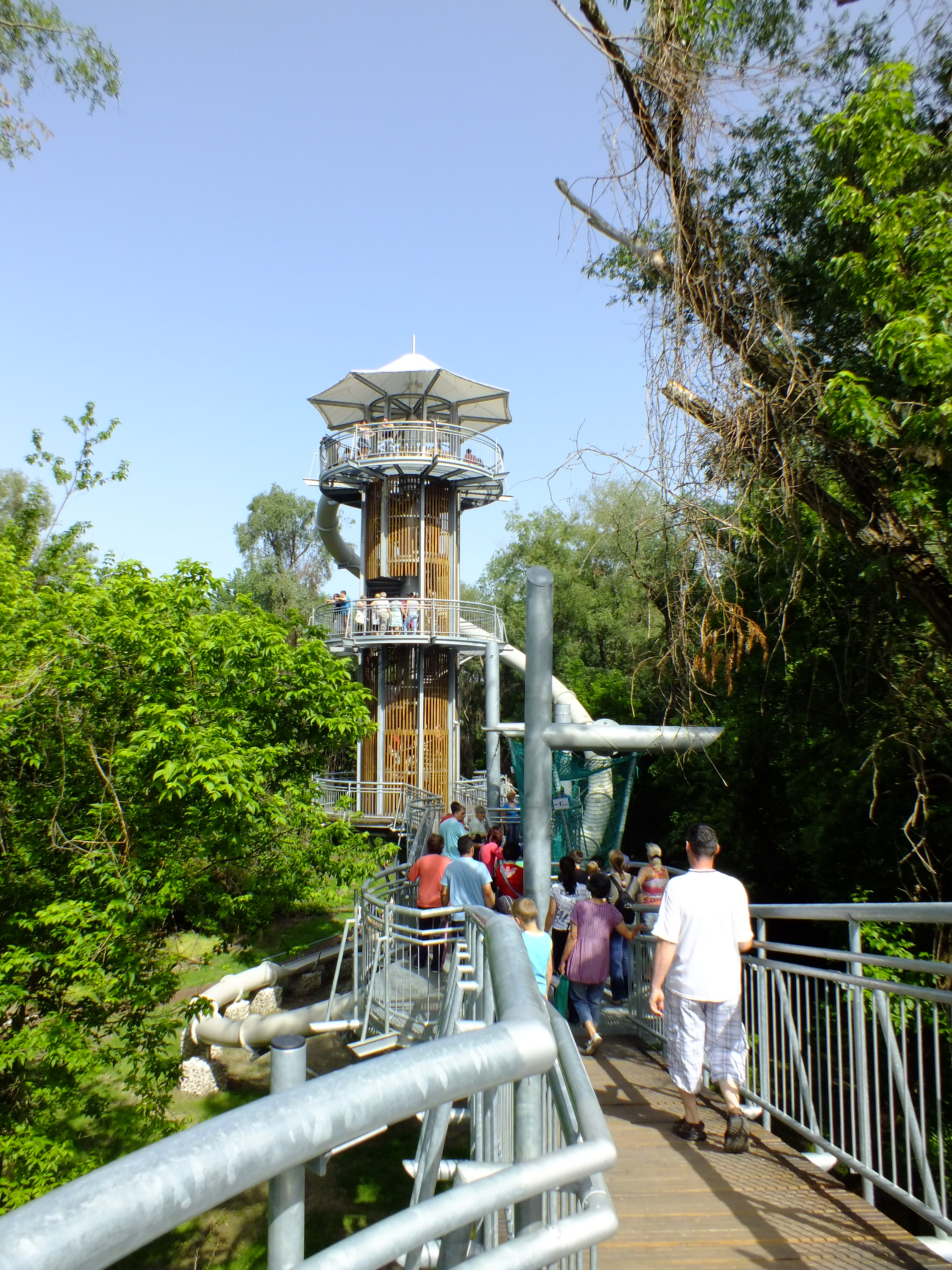
A kilátótorony a zárt csúszdával

Makó önkormányzata a 2012-ben elkészült új gyógyfürdő és a megnövekedett idegenforgalom kiszolgálására kezdte fejleszteni a Maros-partot. Az első ütemben kalandparkot, sólya- és canopypályát alakítottak ki. A második ütemben építették meg a lombkoronasétányt.
Az Európai Unió támogatására (bruttó 167 millió forint) közösen pályázott Makó és a romániai Perjámos, ahol egy természetközeli, fiatalokat célzó oktató központot hoznak létre. Perjámos és Makó között túraútvonalat is kialakítanak. A 30 százalék önerőt igénylő beruházás összköltsége több mint 200 millió forint lett - az eredeti terv még csak 8 millió forint városi önerővel és 163 millió forint összköltséggel számolt.
A lombkoronasétány madárátvonulási területen, 8-10 méter magasan fut. A közel 200 méter hosszú építményt 18, eltérő magasságú vasbeton oszlop tartja. Körülöttük 1,5–3,6 m sugarú pihenőket alakítottak ki. A sétányhoz tartozó háromszintes, húsz méternél is magasabb kilátótorony legfelső szintjéről a talajig egy negyven méter hosszú, zárt csúszdán ereszkedhetünk le. A sétányt további kalandelemekkel és ügyességi játékokkal egészítették ki. Lejáratához kültéri bútorokat telepítettek. Az egyik pihenő kupolája a vöröshagymát, a városnak világhírt szerzett zöldséget formázza.
Az egész Alföldön egyedülálló látványosságot 2013 májusában adták át.